# Zale squamularis
Zale squamularis là một loài bướm đêm trong họ Erebidae.